# Gongora meneziana
Gongora meneziana är en orkidéart som beskrevs av Vitorino Paiva Castro och Günter Gerlach. Gongora meneziana ingår i släktet Gongora och familjen orkidéer. Inga underarter finns listade i Catalogue of Life.

## Bildgalleri

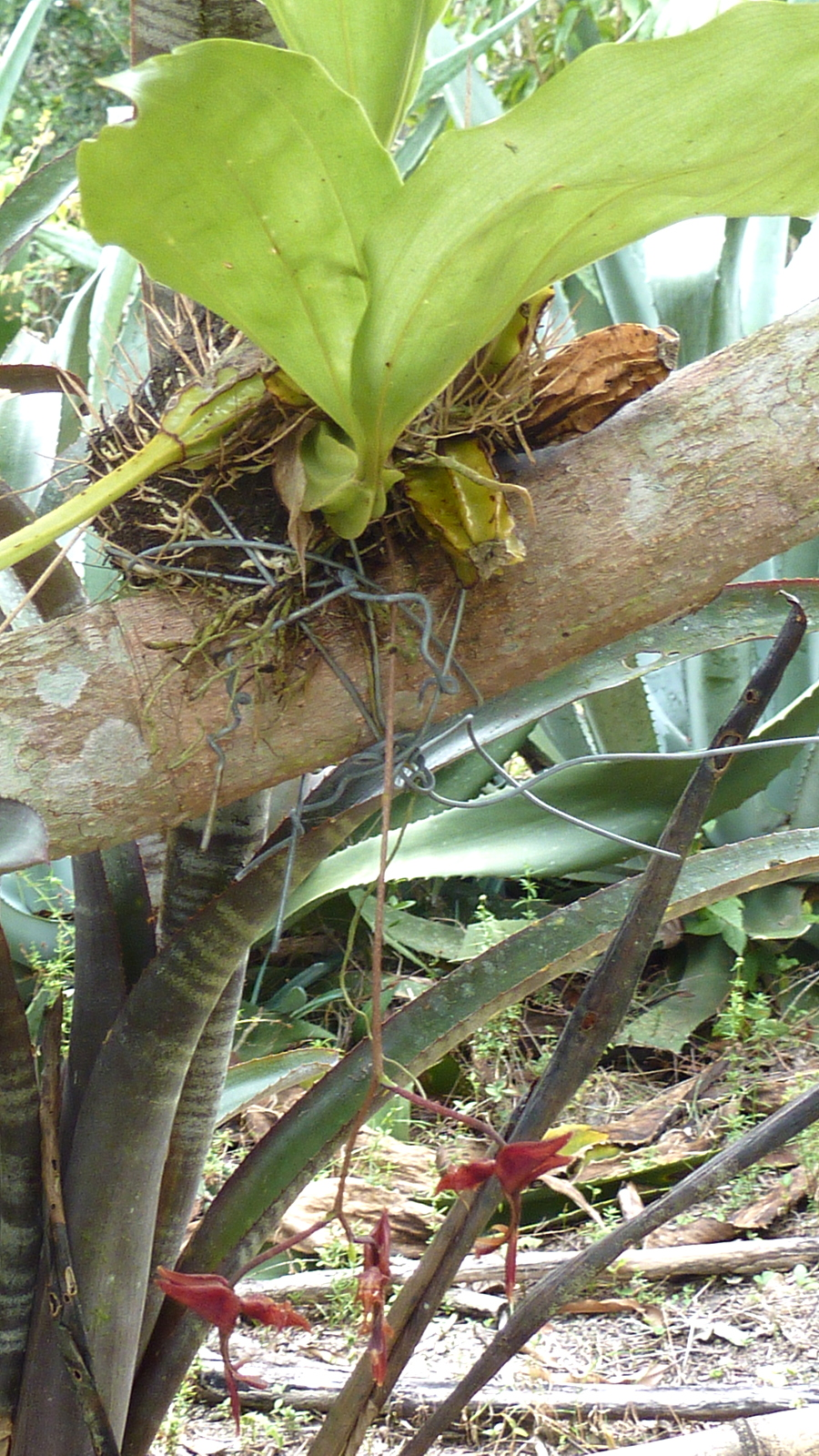
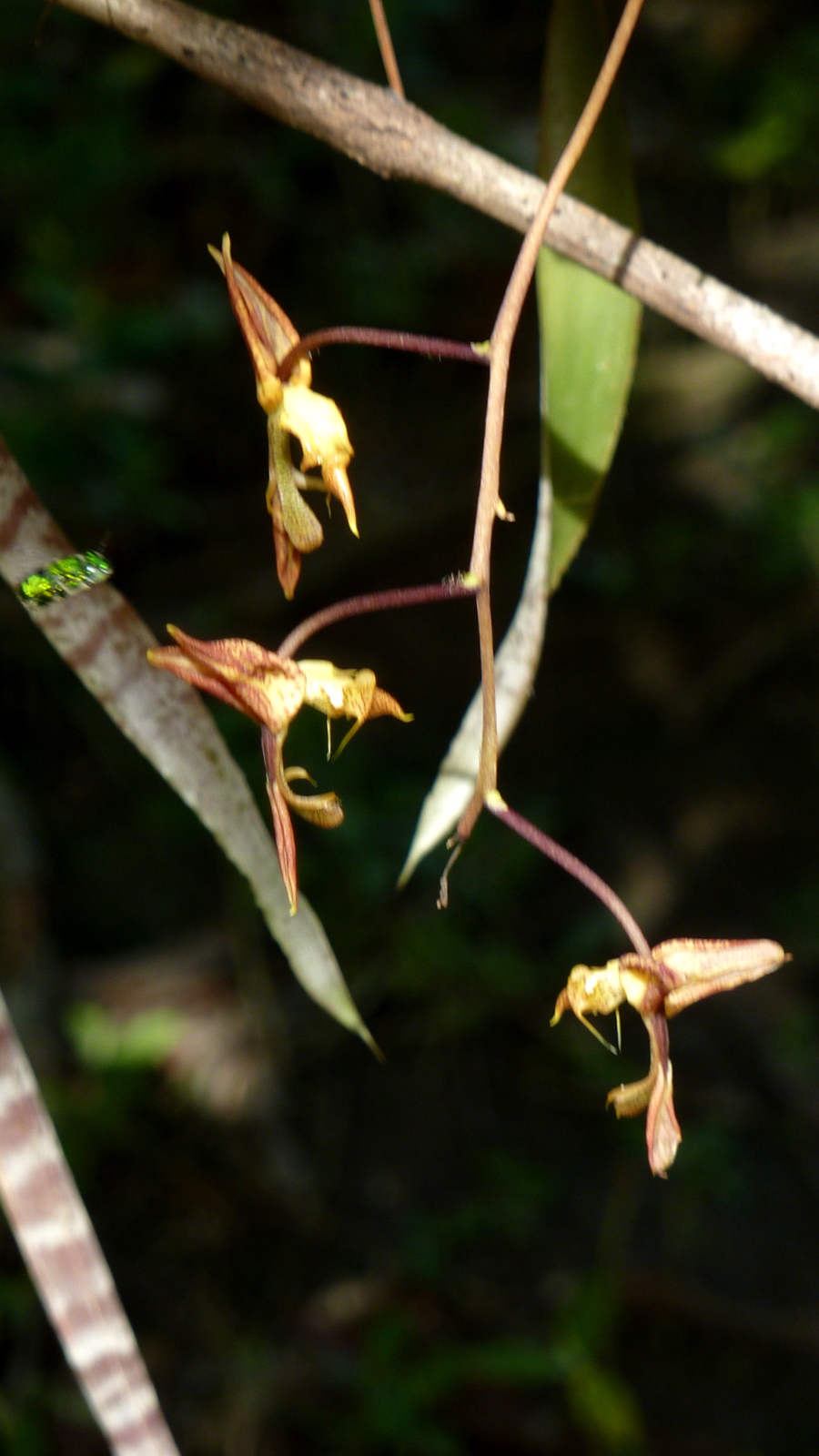